# ФЭД-5В
ФЭД-5В — малоформатный дальномерный фотоаппарат со сменными объективами, выпускавшийся Харьковским производственным машиностроительным объединением «ФЭД» с 1975 по 1991 год. Дальнейшее развитие куркового варианта фотоаппарата «ФЭД-3». Первая модель унифицированной линейки «ФЭД-5» без экспонометра.

## Технические характеристики
- Тип применяемого фотоматериала — фотоплёнка типа 135 в стандартных кассетах. Размер кадра — 24×36 мм. Возможно применение двухцилиндровых кассет с раздвижной щелью.
- Корпус — металлический, со съёмной задней стенкой.
- Курковый взвод затвора и перемотки плёнки. Курок имеет транспортное и рабочее положения.
- Счётчик кадров, автоматически сбрасывающийся при снятии задней стенки фотоаппарата. Наличие самосбрасывающегося счётчика кадров увеличило высоту фотоаппаратов (по сравнению с и без того высоким аппаратом «ФЭД-3»).
- Обратная перемотка фотоплёнки «рулеткой».
- Штатный объектив — «Индустар-61 Л/Д» 2,8/52, просветлённый. Присоединительные размеры для насадок: гладких — 42 мм; резьбовых (светофильтров) — М40,5×0,5 мм.
- Крепление сменного объектива — резьба М39×1, рабочий отрезок — 28,8 мм
- Фотографический затвор обеспечивает следующие выдержки: 1/500, 1/250, 1/125, 1/60, 1/30, 1/15, 1/8, 1/4, 1/2, 1 с и «B» — длительную выдержку.
- Видоискатель сопряжён с дальномером, база дальномера 43 мм. Механизм диоптрийной коррекции видоискателя (в пределах ± 2 диоптрий)
- Синхроконтакт «X», выдержка синхронизации 1/30 с и более. На камерах ранних выпусков отсутствовал центральный синхроконтакт.
- Механический автоспуск.
- Резьба штативного гнезда — 1/4 дюйма.

Фотоаппарат «ФЭД-5В» в 1980-е годы стоил 67 рублей.

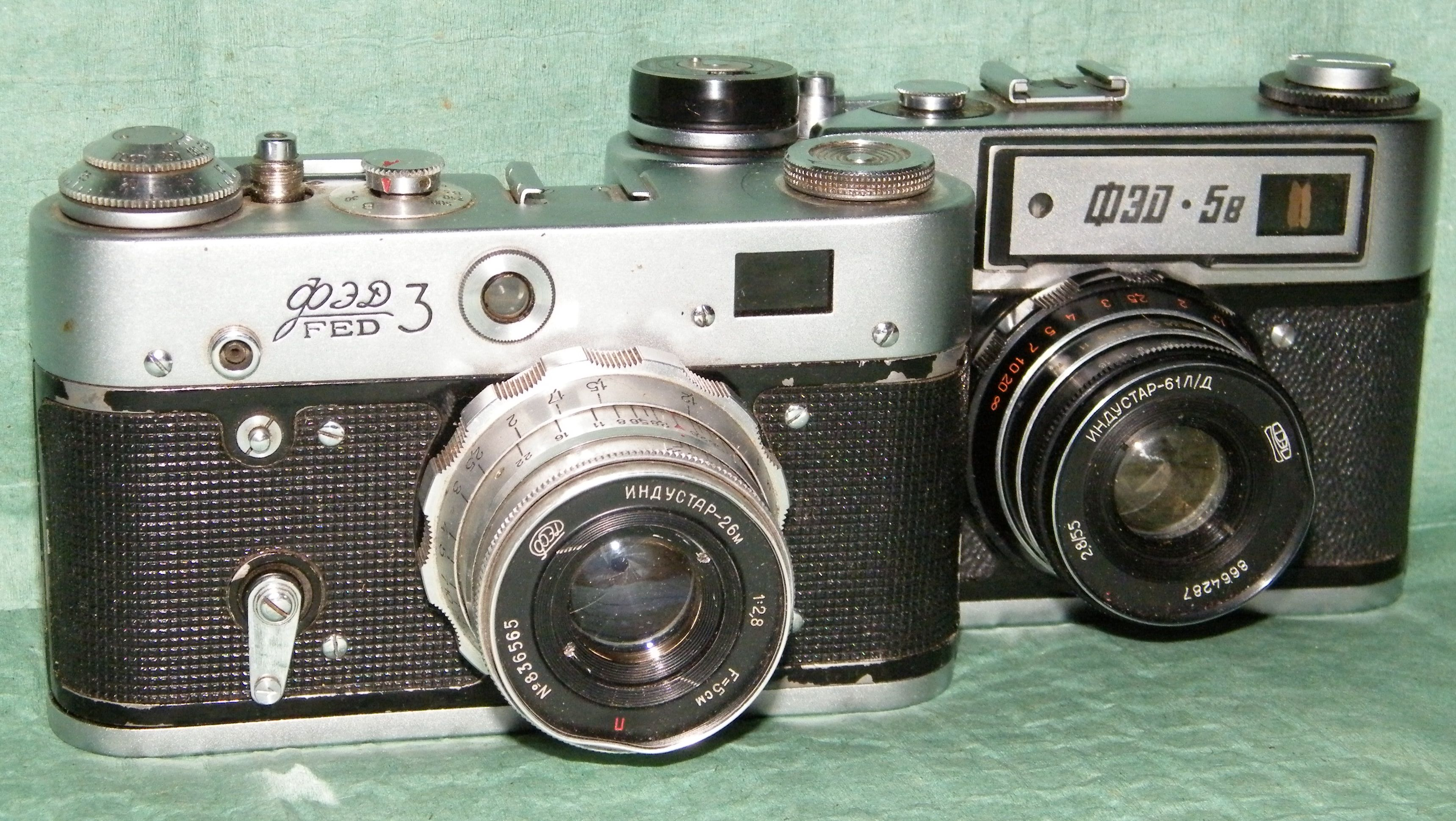
«ФЭД-5В» и предшествующая модель «ФЭД-3»
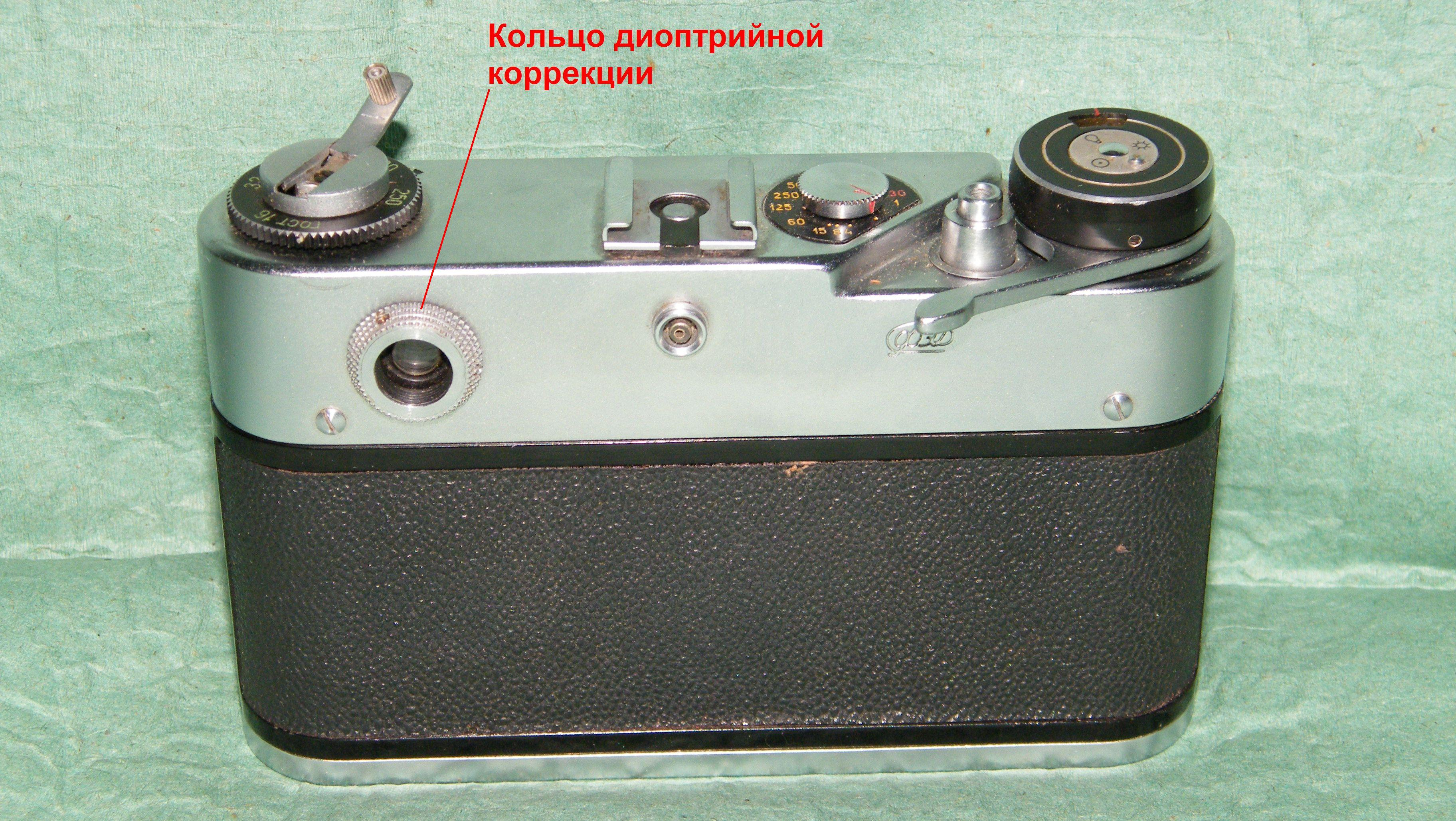
«ФЭД-5В», кольцо доптрийной коррекции
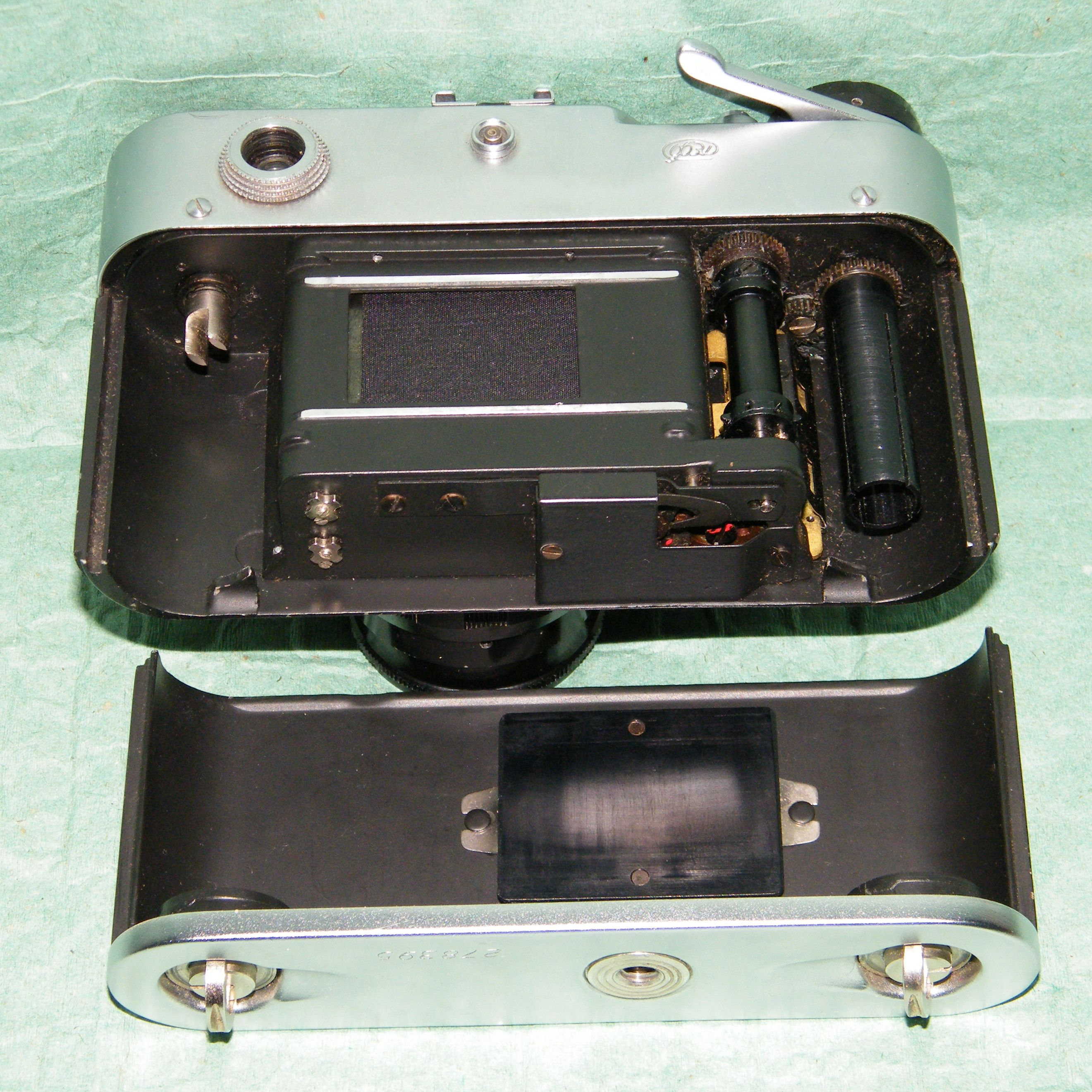
«ФЭД-5В», задняя стенка снята
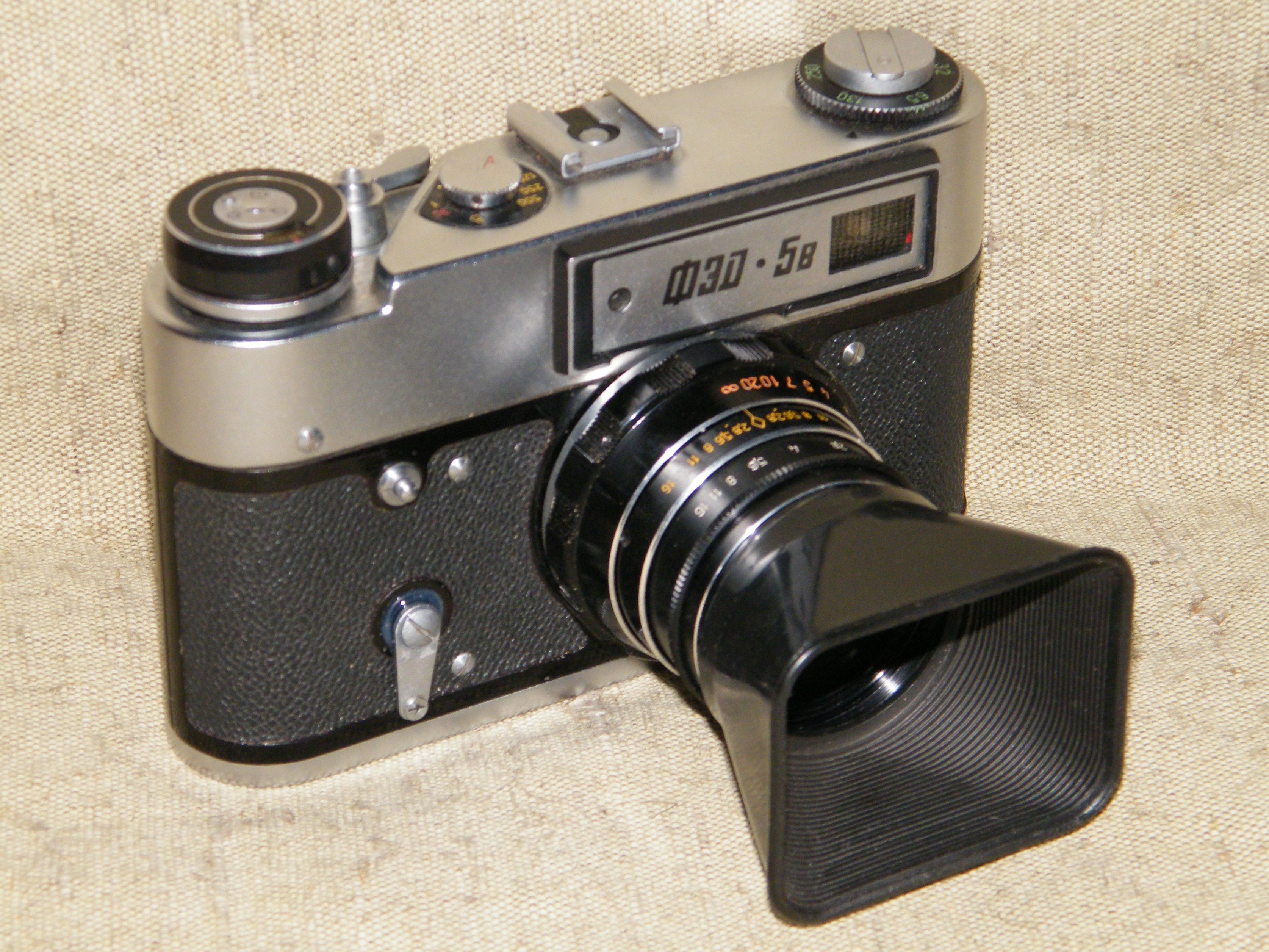
«ФЭД-5В» с пирамидальной блендой